# 和尚
和尚（おしょう、梵: upādhyāya）とは、仏教の僧侶に対する敬称である。upādhyāya の俗語形を音写したもの。和上、和闍、和社とも書き、親教師、依学と訳される。
本来の意味は、出家して受戒した僧が、日常親しく教えを受けるグル（Guru, 指導者）を指す。『十誦律』では、受戒の師を指す。

## 日本において
日本では、天平宝字2年（758年）に戒師として渡来した鑑真に対して「大和尚」の号が授与されており、その後、高僧への敬称として使用され、更に住職以上の僧への敬称となった。

### 宗派
住職一般を指す場合はどの宗派でも基本的に「おしょう」と読む。一部地域では言葉が詰まって「おっさん」「おっさま」「おっしゃん」（アクセントは頭高型）と呼ばれる。歴史上の僧侶を言う場合は宗派によって読み方が異なる。
- 和尚（おしょう） 禅宗・浄土宗[5]
- 和尚（わじょう） 法相宗・真言宗など[5]
- 和尚（かしょう） 華厳宗・天台宗など[5]
- 和上（わじょう） 律宗・浄土真宗など[5]

## OSHOインターナショナル財団による商標の主張と裁判
インド人グルのバグワン・シュリ・ラジニーシは晩年に「Osho（和尚）」を名乗り、死後この名称は現OSHOインターナショナル財団によってアメリカ等で商標登録され、法的紛争を引き起こした。